# Ambuscadă

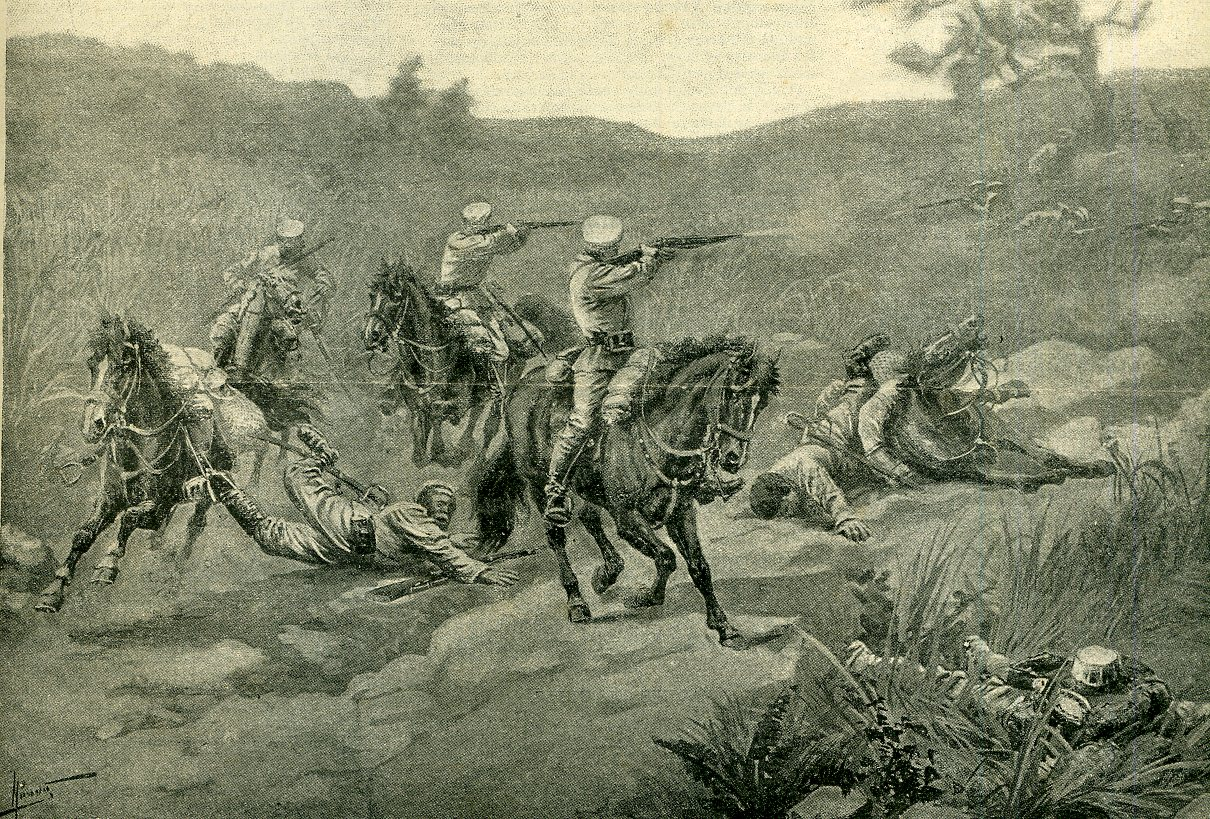
Ambuscadă.

Ambuscada este o tactică militară (vânătorească) care constă într-o camuflare minuțioasă și anticipată a unor corpuri armate sau de miliție pe rutele cele mai probabile de circulație a inamicului, în scopul de a-l ataca și distruge prin surprindere, a captura prizonieri și a distruge echipamentul militar inamic.
În practica contemporană este o dislocare secretă a unui grup operativ în locul presupus al apariției infractorului, în scopul de a-l reține.